# Федерация греческих обществ Украины
Федерация греческих обществ Украины (ФГОУ, греч. Ομοσπονδία Ελληνικών Συλλόγων της Ουκρανίας, ΟΕΣΟ, укр. Федерація грецьких товариств України) — украинская общественная организация, включающая в себя 94 греческих обществ из 22 областей Украины. Целью деятельности федерации является объединение греков для защиты их прав и интересов, сохранения греческой диаспоры, истории и памятников культуры, возрождение национального самосознания греков, духовности, традиций и обычаев.

## История
Федерация греческих обществ Украины была создана 8-9 апреля 1995 года на учредительном съезде. На тот момент в неё вошли 17 греческих обществ из 6 регионов Украины. Председателем ФГОУ была избрана председатель Мариупольского общества греков А. И. Проценко-Пичаджи.
Активную роль в создании Федерации играл организационный комитет:
- Проценко-Пичаджи А. И. — председатель Мариупольского общества греков;
- Аджавенко Н. К. — председатель Першотравневого районного общества греков;
- Балабанов К. В. — ректор Мариупольского гуманитарного института;
- Коноп-Ляшко В. И. — заведующая отделом образования Мариупольского общества греков;
- Балджи А. Я. — руководитель пресс-службы Мариупольского общества греков;
- Парпула С. И. — член Совета регионального общества Союза греков Украины;
- Патрича Д. К. — заместитель председатель Донецкого общества греков;
- Сепианов И. М. — заместитель председателя Мариупольского общества греков;
- Стамбулжи Ф. Д. — председатель Донецкого общества греков;
- Шебаниц Ф. Ф. — председатель Володарского районного общества греков;
- Хараджа С. П.- заведующий отделом внешних связей Мариупольского общества греков;
- Харабет В. В. — член Мариупольского общества греков;

Очередные съезды Федерации проводились в 1997, 2000, 2003, 2006, 2009 и 2012 годах.
С 1996 года официальным печатным органом Федерации является ежемесячная газета «Эллины Украины». Также при поддержке Федерации издается газета «Одиссос» (редактор И. Голобородько).
При поддержке Федерации проводятся фестиваль греческой культуры Мега-Юрты и фестиваль греческой песни имени Тамары Кацы.

## Руководство
- Проценко-Пичаджи Александра Ивановна — председатель
- Добра Елена Михайловна — заместитель председателя
- Чапни Надежда Андреевна — заместитель председателя
- Домбай Анна Николаевна — заместитель председателя
- Макропуло Валентин Георгиевич — заместитель председателя
- Помазан Виктория Ивановна — главный редактор газеты «Эллины Украины»
- Шобонец Елена Гарриевна — ответственный секретарь